# Sonho Sideral
"Sonho Sideral" é uma canção do cantor e compositor gaúcho Pery Souza, lançada em 1984 para seu álbum homônimo, posteriormente, em 1998 o álbum foi remasterizado e lançado em CD através do (FUMPROARTE/Prefeitura de Porto Alegre). Foi composta por Pery Souza e José Fogaça, parceiros desde os tempos da banda Almôndegas. O arranjo da música é criação coletiva: João Baptista, Pery Souza, Zé Flávio, Marcos Ariel e Charles Chalegre.

## Músicos[1]
- Pery Souza (Violão Ovation aço e Vocal)
- Zé Flávio (Guitarras)
- Charles Chalegre (Bateria e percussão)
- João Baptista (Baixo)
- Marcos Ariel (Piano Fender Rhodes, Yamaha DX7)
- Sérgio Boré (Percussão)

## Letra[1]
Composição: Pery Souza e Fogaça
Há um disco voando no teu quintal

Bicicletas navegam no luar

Um cometa errante

Um satélite artificial

Tá brilhando no teu olhar

Aeronaves flutuam ao teu redor 

Sob a luz das cidades de neon 

Bem no meio da rua 

Nos letreiros de um outdoor 

Há um beijo de Chicabon 

Brilha a cor do sonho 

Sonho sideral 

E a paz do teu voo natural 

O teu jeito incomum 

Não te faz diferente 

Simplesmente um guri 

Da América do Sul 

Ao perder o caminho quando anoitecer 

Não verás nada mais 

Que uma estrela perdida e só 

Vai sem medo guri 

E apanha essa estrela 

Que por ti eu deixei no céu 

Há um disco voando no teu quintal 

Sob a luz das cidades de neon 

Um cometa errante 

Um satélite artificial 

E um beijo de Chicabon 

Brilha a cor do sonho 

Sonho sideral 

E a paz do teu voo natural 

O teu jeito incomum 

Não te faz diferente 

Simplesmente um guri 

Da América do Sul 

Ao perder o caminho quando anoitecer 

Não verás nada mais 

Que uma estrela perdida e só 

Vai sem medo guri 

E apanha essa estrela 

Que por ti eu deixei no céu 